# Rockall-Trog

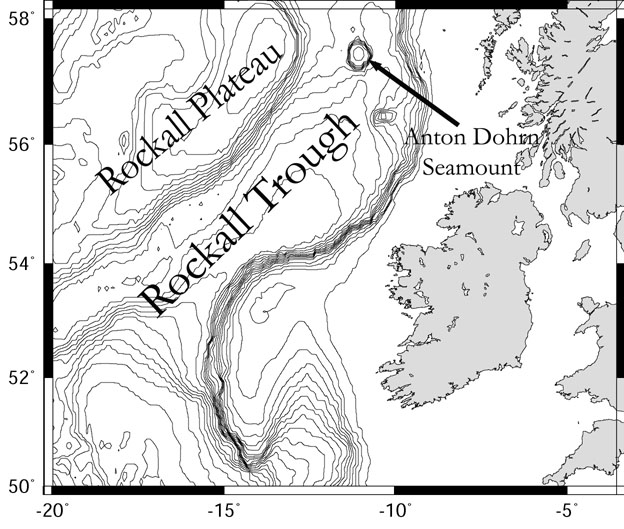
Karte vom mittleren Bereich Rockall-Trog und Rockall-Plateau

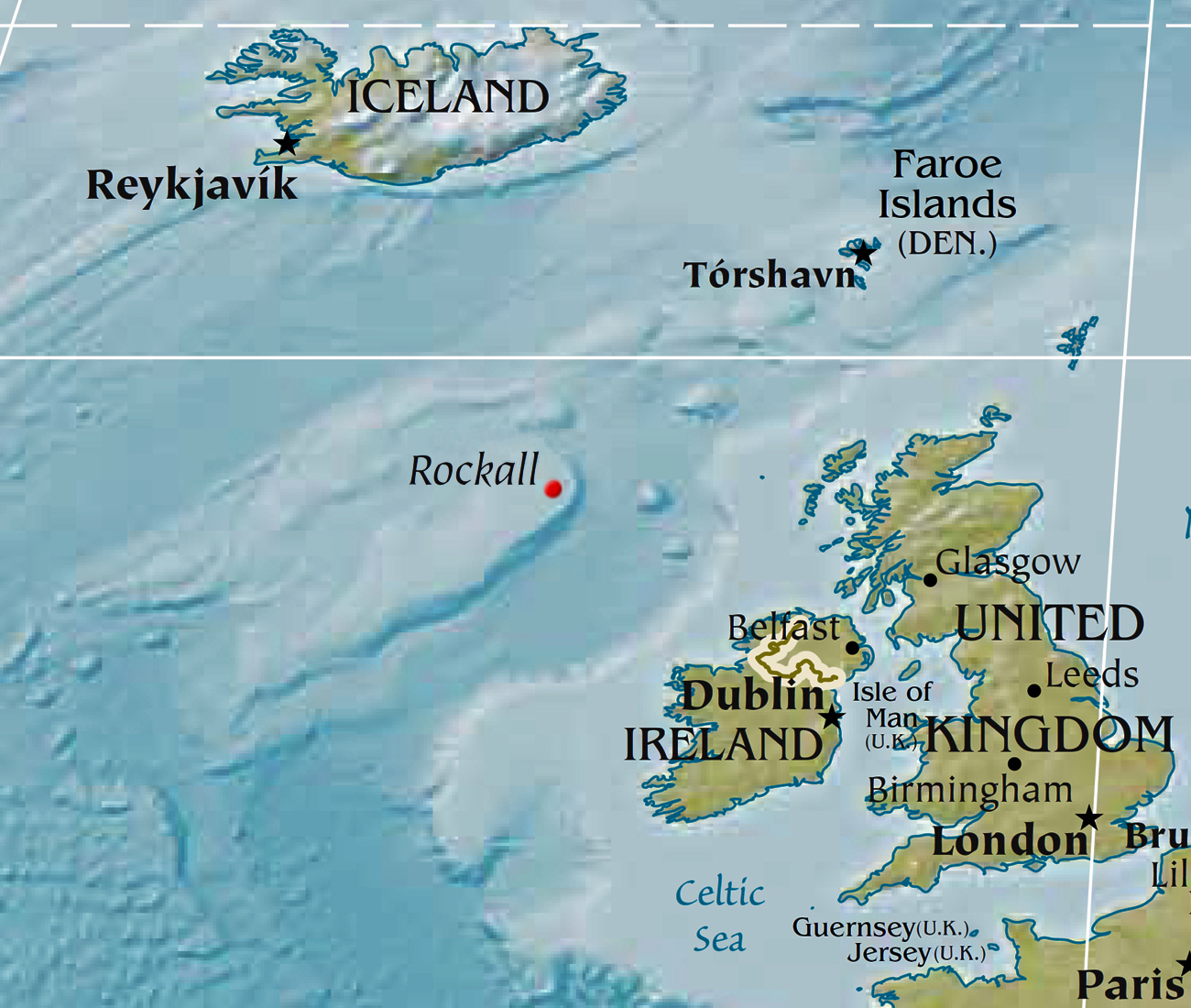
Rockall und die umliegenden Meeresgebiete samt dem Rockall-Trog östlich der Insel

Der Rockall-Trog ist ein Seebecken im östlichen Nordatlantik, nordwestlich von Irland. Der Trog ist nach dem Rockall-Plateau benannt, das seine westliche Grenze bildet und das wiederum nach dem Felsen Rockall benannt ist. Im Nordosten endet er am Wyville-Thomson-Rücken auf etwa 1000 Meter Tiefe, im Südwesten geht er bei etwa 4000 Meter Tiefe in das tiefe Atlantikbecken über.

## Geologie
Das Becken ist ein Ausläufer des Nordatlantikbeckens in den britischen Kontinentalschelf hinein. Es entstand vermutlich in der Kreide, als der Rockall-Mikrokontinent, das heutige Rockall-Plateau, sich vom britischen Kontinentalschelf löste und den Graben öffnete.
Im Westen begrenzt das Rockall-Plateau das Becken, im Osten der Kontinentalschelf und im Norden steigt der Wyville-Thomson-Rücken bis auf 620 Meter Tiefe, versperrt den Weg zum Färöer-Shetland-Kanal und verhindert damit einen weitergehenden Austausch zwischen warmem Nordatlantikwasser und kälterem Arktiswasser aus dem Europäischen Nordmeer.
Der Rockall-Trog ist an der 1000-Meter-Tiefenlinie etwa 200 bis 300 Kilometer breit und vom Wyville-Thomson-Rücken bis zur Porcupine Abyssal Plain im Atlantik etwa 1200 Kilometer lang. Im nördlichen und mittleren Teil weist er einzelne Erhöhungen wie die Anton-Dohrn-Kuppe, die Rosemary-Bank oder die Hebriden-Terrasse auf.
Besonderes Aufsehen erregte 1998 die Entdeckung der Darwin Mounds. Es handelt sich um mehrere hundert Erhebungen im nördlichen Rockall-Trog, die bis zu fünf Meter hoch und bis zu 75 Meter Durchmesser haben und erstmals auf Sonaraufnahmen der Gegend entdeckt wurden. In der Nähe des Wyville-Thomson-Rückens sind diese höher und kommen in dichteren Beständen vor als weiter südlich. Vor allem bestehen sie aus Sand, es zeigen sich aber auch Bestandteile aus Kohlenstoff, die vermutlich Sedimente, aber auch zerfallene Korallen und zum Teil auch noch lebende Lophelia pertusa sein können. Weiter südlich, in Wassertiefen von 1000 bis 1200 Meter folgen 3000 km² Krater, meistens kreisförmig mit etwa 50 Metern Durchmesser, die sich aber im Relief kaum, und, soweit bekannt, in Fauna und Flora gar nicht vom umgebenden Meeresgrund unterscheiden. Vermutlich sind beide Phänomene Sandvulkane, die durch den Ausstoß von Flüssigkeiten aus dem Sediment entstanden sind. Der Unterschied zwischen positivem und negativem Relief in Nord-Süd-Richtung liegt vermutlich an der verschiedenen Zusammensetzung des Sediments in dieser Gegend.

## Hydrologie
Das Becken wird bis zu 4000 Meter tief, wobei sich zwei deutlich unterscheidbare Wasserschichten finden. Bis zu 1500 Metern dominiert Atlantikwasser aus dem zentralen Atlantik. In Tiefen darunter fließen Wassermassen aus dem Mittelmeer (das sogenannte Golf-von-Gibraltar-Wasser (bis etwa 2000 Meter Tiefe)), der Labradorsee (bis etwa 3000 Meter Tiefe) und nordostatlantisches Tiefenwasser mit relativ geringen Strömungsgeschwindigkeiten in Richtung Nordwesten. Über den Wyville-Thomson-Rücken fließt kaltes dichtes arktisches Wasser in den Graben. Generell treten an den westlichen Abhängen zum Rockall-Plateau deutlich stärkere Strömungen auf als an der östlichen Grenze zum britischen Kontinentalschelf, was auch deutliche Auswirkungen auf Fauna und Flora hat.

## Fauna und Flora

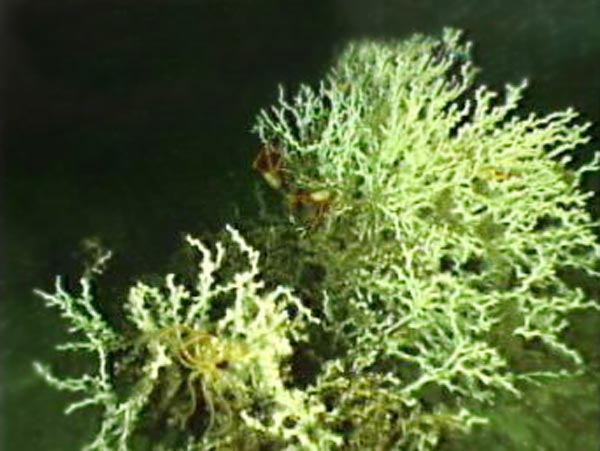
Lophelia pertusa

Das Gebiet vom Rockall-Trog bis zur Biskaya galt schon Anfang der 1990er Jahre als das besterforschte der Tiefsee weltweit. Seit dem 19. Jahrhundert untersuchen regelmäßig Forscher die Flora und Fauna des Rockall-Trogs. Trotzdem unterliegt die Forschung naturgemäß großen Einschränkungen. Selbst jetzt beschränkt sie sich in den tiefen Bereichen zu einem Großteil auf Arten, die groß genug sind, um auf Fotos erkennbar zu sein.
In Bodennähe, dem benthalen Bereich, sind insbesondere Stachelhäuter häufig. Insgesamt fanden Forscher 131 Stachelhäuter-Arten im Becken, davon 40 Seesterne, 36 Schlangensterne, 33 Seegurken, 18 Seeigel und vier Seelilien und Haarsterne. Von der Zahl der Individuen allerdings stellen die Schlangensterne fast zwei Drittel aller Stachelhäuter dar.
An den Hängen, in etwa 150 bis 1200 Meter Tiefe, haben sich verschiedene Korallenarten angesiedelt, die dort vom größeren Nährstofftransport durch die stärkere Strömung profitieren. Lophelia pertusa findet man relativ weitverbreitet in den Abschnitten zwischen 600 und 800 Metern, in den nördlichen Bereichen auch im flacheren Wasser. Besonders häufig sind sie an Erhebungen und Bänken im Graben. Madrepora oculata hingegen findet sich eher an einzelnen Standorten in den unteren Abschnitten dieses Bereichs.
Starke Strömungen begünstigen auch andere Lebewesen, so dass besonders an den steilen Abhängen am Wyville-Thomson-Rücken und dem Anton Dohrn Seamount Seepocken der Art Bathylasma hirsutum und Armfüßer der Arten Dallina sepigera und Macandrevia cranium vorkommen. Tiefseebestände sind besonders aus den Tiefen von 2.200 Meter und 2.900 Meter bekannt, da sich hier zwei dauerhafte Messstationen der Scottish Association for Marine Science befinden. Häufigste Tiere dort waren Vielborster, die 59 Prozent der Individuen der aufgespürten Tiere stellten, gefolgt von Scherenasseln (10,3 Prozent), Muscheln (10,1 Prozent) und Asseln (4,4 Prozent). Vergleichsmessungen auf 1800, 2000, 2500 und an anderen Stellen auf 2900 Meter brachten ähnliche Ergebnisse, nur Asseln scheinen an anderen Stellen des Grabens weniger häufig zu sein. Sie spürten bisher 24 Arten von Tiefseefischen auf, davon drei Echte Rochen, zwei Schwarzköpfe, zwei Eidechsenfische, zwei Grubenaale, zwei Dornrückenaale, sechs Grenadiere, zwei Aalmuttern und einzelne Arten aus fünf weiteren Familien.
Untersuchungen, die mit Hilfe von Tiefseefischern gemacht wurden, ergaben ein ähnliches Bild wie es auch in der Biskaya oder der Porcupine Bay vorherrscht: Stachelhäuter dominieren in allen Tiefengebieten, die vorkommenden Arten unterscheiden sich vor allem anhand der Tiefenlinien, wobei die größten Änderungen zwischen 800 und 1200 Metern Tiefe auftreten. Weitere einschneidende Änderungen gibt es bei 1800 Metern, wobei sich insbesondere die Zusammensetzung der dominanten Schlangensterne hier deutlich ändert. Nesseltiere sind ebenso wie Krebstiere häufig.

## Menschliche Nutzung
Nachdem es bereits seit 1959 Erdölfunde auf dem westlich gelegenen Rockall-Plateau gibt, wurden 1988 Hinweise auf Kohlenwasserstoffe auch im Rockall-Trog gefunden. Sowohl die geologischen Forschungen im Graben als auch die politischen Auseinandersetzungen über die Schelfrechte haben sich seitdem erheblich intensiviert. Aufgrund dessen dürfte der Rockall-Trog mittlerweile das besterforschte Tiefsee-Gebiet weltweit sein. Da im Becken Erdöl und Erdgas vermutet werden, ist es ähnlich wie das Rockall-Plateau Objekt von Auseinandersetzungen der angrenzenden Staaten Irland, Großbritannien und Dänemark/Färöer um die Hoheits- und Wirtschaftsrechte. 1995 sollte er allerdings für gegenteilige Zwecke dienen, da in diesem Jahr die Brent Spar im Rockall-Trog versenkt werden sollte, was zu weltweiten Protesten führte.